# ليلة 4 أغسطس 1789
ليلة 4 أغسطس 1789 أو ليلة 4 أغسطس  هو اجتماع للجمعية التأسيسية الوطنية الفرنسية بموجبه تم التصويت على قانون قمع الامتيازات الإقطاعية. وهو ما يعد حدثا أساسيا للثورة الفرنسية حيث أن الجمعية التأسيسية، خلال الدورة التي عقدت بعد ذلك، وضعت حدا للنظام الإقطاعي.
بدأ الاجتماع بتاريخ 4 أغسطس 1789، من الساعة السادسة مساء إلى الساعة الثانية صباحا. تم خلله إلغاء جميع الحقوق والامتيازات الإقطاعية وكذلك جميع امتيازات الطبقات والمحافظات والمدن والشركات، بناء على مبادرة من نادي بريتون، المسمى لاحقا «نادي جاكوبان».
إن أحد الأحداث الرئيسية للثورة الفرنسية هو إلغاء الإقطاعية، بالإضافة إلى إلغاء القواعد القديمة والضرائب والامتيازات المتبقية من عصر الإقطاع. أعلنت الجمعية التأسيسية الوطنية في فرنسا في ليلة 4 أغسطس من عام 1789 أن «الجمعية الوطنية قد ألغت النظام الإقطاعي بالكامل». ألغت الجمعية أيضًا كلًا من الحقوق المانورالية التابعة للطبقة الثانية (طبقة النبلاء) وضريبة العشر التي جمعتها الطبقة الأولى (رجال الدين الكاثوليك). تم تعليق النظام القضائي القديم، الذي تأسس على 13 اتفاقية إقليمية، في نوفمبر عام 1789 حتى تم إلغاؤه نهائيًا في عام 1790.

## الجدالات داخل الجمعية
في 4 أغسطس من عام 1789، اقترح دوق ديغيلون في نادي بريتون إلغاء الحقوق الإقطاعية وقمع العبودية الشخصية. في مساء 4 أغسطس، اقترح لويس مارك أنتوين دي نوايليس إلغاء امتيازات طبقة النبلاء لاستعادة الهدوء في المقاطعات الفرنسية.
تردد أعضاء الطبقة الأولى في البداية بشأن الدخول في حركة الحماس الوطني التي جرت عند المساء، لكن في النهاية ضحى كل من آن لويس هنري دي لا فير (أسقف مقاطعة نانسي آنذاك) وأسقف بلدية شارتر بلقبهما. اقترح غاي غوين دي كيرانغال وألكسندر دي بوارنيه وجان بابتيست جوزيف دي لوبرساك ولال فير قمع الفساد والسلطات القضائية السرية وقوانين اللعبة والامتيازات الكنسية.

## تحليلات المؤرخين
لخص المؤرخ جورج لوفيفر أحداث الليلة:
بدون مناقشة، اعتمدت الجمعية بشكل كامل المساواة في الضرائب واسترداد جميع حقوق المزارعين باستثناء المتعلقة منها بالعبودية الشخصية - التي كان من المقرر إلغاؤها دون تعويض. تلتها مقترحات أخرى تكللت أيضًا بالنجاح منها: المساواة في العقوبة القانونية وقبول الجميع في المناصب العامة وإلغاء الرشوة في المكاتب (شراء مكتب) وتحويل ضريبة العشر إلى مدفوعات خاضعة للاسترداد وحرية العبادة وحظر جمع المستحقات وقمع الحوليات (قيمة دخل العام المستحقة للبابا والأسقف عند التنصيب).... تم تقديم امتيازات المقاطعات والبلدات كتضحية أخيرة.
في غضون ساعات قليلة، ألغت فرنسا قوانين اللعبة والمحاكم المحلية والمكاتب الفاسدة (وخاصة القضاة) وشراء وبيع الحصانات المالية والمحسوبية في الضرائب وأموال لباس المدرعة وعروض الثمار الأولى الدينية والتعددية والمعاشات التقاعدية غير المستحقة. ضحت البلدات والمقاطعات والشركات والمدن أيضًا بامتيازاتها الخاصة. تم الحصول على ميدالية للاحتفال باليوم وأعلنت الجمعية لويس السادس عشر «مرمم الحرية الفرنسية». يؤكد فرانسوا فوريه أن قرارات أغسطس عام 1789 قد استمرت وأصبحت جزءًا لا يتجزأ من النصوص التأسيسية لفرنسا الحديثة.
دمروا المجتمع الأرستقراطي من رأسه حتى أخمص قدميه، إلى جانب تدمير هيكله بكل ما فيه من تبعيات وامتيازات. ولهذا، فقد استبدلوا الفرد الحديث المستقل الحر في فعل كل ما لا يحظره القانون.... وهكذا ميزت الثورة نفسها في وقت مبكر جدًا من خلال الفردية الراديكالية.
غالبًا ما كانت حادثة «مذبحة عيد القديس برثولماوس»، مثلما أسماها فرانسوا مينييه، موضوع مقارنة مبالغ فيها في تحليلات المعاصرين والمؤرخين. سيطرت أجواء القلق والارتباك داخل الجمعية بشدة لدرجة أنها وصلت إلى المقاطعات في غضون عدة أشهر بعد ذلك فيما يتعلق بالمعنى الحقيقي للقوانين. لم يتم إضفاء الطابع الرسمي على النتيجة الحقيقية لتلك الليلة حتى قدمت اللجنة الإقطاعية تقريرًا في 5 مارس عام 1790. أعادت اللجنة العمل بالملكية الدائمة (التي كانت محظورة بموجب المراسيم الأصلية) وحددت معدل استرداد للمصالح الحقيقية (تلك المتعلقة بالأرض) لدرجة أنه كان من المستحيل على غالبية الفلاحين دفعه (30 ضعف الإيجار السنوي).

كتب اللاسلطوي الروسي بيوتر كروبوتكين:
لقد انجرفت الجمعية بحماسها، وهنا قد غفل الجميع عن بند استرداد الحقوق وضريبة العشر الإقطاعية، اللذان تم إدخالهما من قِبَل النبلاء والأساقفة في خطاباتهم - وهو بند فظيع حتى في غموضه، لأنه قد يعني كل شيء أو لا شيء أبدًا، وفي الواقع، قد ساهم في تأجيل... إلغاء الحقوق الإقطاعية لمدة خمس سنوات - حتى أغسطس عام 1793.
يخلص كروبوتكين إلى أن «الحقوق الإقطاعية مستمرة» وينتقد المؤرخين الآخرين بقوله: «تُستخدم الأسطورة التاريخية بمحبة لتمييز هذه الليلة، ذلك أن غالبية المؤرخين، الذين يرددون القصة مثلما قدمها عدد قليل من المعاصرين، يمثلونها على أنها ليلة مليئة بالحماس ونكران القديس».